# Leptogaster unihammata
Leptogaster unihammata là một loài ruồi trong họ Asilidae. Leptogaster unihammata được Hermann miêu tả năm 1917. Loài này phân bố ở miền Ấn Độ - Mã Lai.